# John Labatt
 (mai 2021).
Si vous disposez d'ouvrages ou d'articles de référence ou si vous connaissez des sites web de qualité traitant du thème abordé ici, merci de compléter l'article en donnant les références utiles à sa vérifiabilité et en les liant à la section « Notes et références ».
John Labatt (né le 11 décembre 1838, décédé le 27 avril 1915) est un homme d'affaires et brasseur canadien.

## Biographie
Labatt naît dans le canton de Westminster, près de London dans le Haut-Canada. Il est le troisième fils de John Kinder Labatt, fondateur de la brasserie Labatt.
Lors du décès de son père en 1866, John assume le contrôle de l'entreprise qui, sous sa supervision, devient l'une des brasseries les plus importantes au Canada. Il se spécialise dans l'India Pale Ale.
Après sa mort, la compagnie est exploitée par ses neuf enfants, alors que ses fils John Sackville Labatt (en) et Hugh Francis Labatt assument les rôles administratifs.